# Тонков Вадим Сергійович
Вадим Сергійович Тонков (1932—2001) — радянський і російський актор театру і кіно, артист естради. Учасник естрадного дуету, відомого як Вероніка Маврикиевна і Авдотья Микитівна, в якому він втілював образ інтелігентної старенької дами Вероніки Маврикіївна Мезозойської. Заслужений артист Росії (1994) 

## Біографія
Вадим Тонков народився 22 червня 1932 року. Онук архітектора Ф. О. Шехтеля. У 1953 році закінчив акторський факультет ГІТІСу. 
У 1959 році в пересувному естрадному театрі «Комсомольський патруль» почав співпрацювати з актором Борисом Владіміровим, виконуючи з ним парні сценки в програмах: «Очима молодих» (автори: В. Тонков і О. Левицький), «Отримайте 15 жартів» (автори: А. Арканов і О. Левицький), «Подія на перехресті» (автор: Г. Зубков). Після закриття театру в 1963 році співпраця була продовжена, Тонков і Владимиров продовжили виступи на естраді.  Їх естрадний репертуар складався з інсценованих сатиричних оповідань: «Рівняння з одним невідомим» A. Арканова, «Хочу харчо»  і «Під гарячу руку» Г. Горіна, «Слон» А. Курляндського і А. Хайта, «Подія в кабінеті директора цирку» М. Захарова, «Ордер на вбивство» Р. Шеклі. 
Після смерті партнера Бориса Владимирова в 1988 році Вадим Тонков зрідка виступав один в образі полюбилася всім бабусі. Крім того, виступав з своїми гумористичними віршами та авторськими піснями під гітару. У 1995 році, після зйомок програми «Пока все дома» з його участю, склав однойменну пісню, яка, через майже десятиліття, довгий час звучала в заставці програми у виконанні Сергія Таюшева і Тетяни Рузавін (відомого естрадного дуету) і їхнього сина Сергія. 
З середини 1970-х років мав проблеми з серцем. Переніс кілька інфарктів, п'ятий - незадовго до смерті. 
Народився і жив до 1962 року на Малій Дмитрівці (в 1944—1993 — вулиця Чехова), д. 25; в 1962—1979 — на проспекті Вернадського, д. 45; з 1979 до кінця життя — на Університетському проспекті, д. 9 . 
Вадим Тонков помер 27 січня 2001 року у себе вдома, незабаром після перегляду його улюбленої програми «Городок». Похований на Ваганьковському кладовищі.  

## Творчість

### Фільмографія
- 1971 — Терем-теремок — Вероніка Маврикиевна
- 1979 — Бабусі надвоє сказали ... — Вероніка Маврикиевна / камео
- 1986 — Що таке Єралаш? — Вероніка Маврикиевна
- 1997 — Старі пісні про головне-2 — двірничка Вероніка Маврикиевна

### Озвучування мультфільмів
- 1963 — Хочу бути відважним — мама-тигриця
- 1975 — Поступитеся мені дорогу — жабеня-міністр
- 1978 — Чудеса серед білого дня — няня
- 1981 — До побачення, яр — такса (в титрах не вказаний)

### Участь в телепередачах
- Блакитний вогник
- Класна компанія (1997-2000) - Вероніка Маврикиевна Мезозойська, ведуча рубрики "БІПС"
- Що? Де? Коли? (1993) - Вероніка Маврикиевна